# Mutinerie d'Étaples
La mutinerie d'Étaples a été une révolte, en septembre 1917, de soldats de l'Empire britannique en France pendant la Première Guerre mondiale. Contrairement à l'armée française qui en affronta plusieurs en cette année 1917, l'armée britannique ne semble pas en avoir connu de nombreuses. Pour la mutinerie d'Étaples, deux versions différentes s'opposent : l'une évoque une véritable révolte, l'autre présente plutôt une période d'agitation. La méconnaissance des événements provient en partie du fait qu'un voile de silence a longtemps été jeté sur ceux-ci : il a fallu attendre les années 1970 pour que la question soit abordée ouvertement.

## Contexte
Étaples, à 24 km au sud de Boulogne-sur-Mer, est un port de pêche côtière avec une flotte de chalutiers. Il a également attiré des artistes du monde entier,.
Après 1914, la ville est devenue l'une des bases de l'Armée britannique qui s'étendaient le long de la côte française de la Manche. Étaples n'a pas fait une forte impression aux femmes britanniques volontaires pour travailler dans les cabanes de la YMCA à la base. Selon Olave Baden-Powell, « Étaples était une petite ville sale, répugnante, malodorante ». De l'autre côté de la rivière se trouvait une élégante station balnéaire officiellement connue comme Le Touquet-Paris-Plage, et officieusement comme Le Touquet ou Paris-Plage. Le Touquet était réservé aux officiers, et des sentinelles étaient stationnées sur le pont sur la Canche pour faire respecter la séparation.
La mutinerie d'Étaples intervient dans le contexte des grandes mutineries de 1917, entre avril et juin 1917, moment où la situation des Alliés n'est guère favorable.
Le camp britannique d'Étaples, plus grand camp britannique en France, en même temps camp d'entraînement et gigantesque hôpital de campagne, connaît un mélange de soldats d'origines très variées venus de tout l'empire britannique : Anglais, Écossais, Canadiens, Australiens, Néo-zélandais, Égyptiens, Indiens (venus d'Inde), Africains du Sud ; mais aussi de pays hors de l'Empire, comme des Portugais, des Polonais… Entre ces différentes nationalités des tensions existent, notamment entre des membres des pays du Commonwealth et l'autorité britannique.
Le général Andrew Thompson qui dirige le camp, n'a généralement que peu de temps pour former les jeunes recrues qui ne sont pas volontaires mais sont obligées de rejoindre l'armée depuis la mise en place de la conscription en Angleterre en 1916.
Les instructeurs du camp, n'ayant souvent jamais vu le front, font régner une discipline très rigoureuse, dépassant souvent les limites usuelles, selon des témoignages de soldats, allant jusqu'à la cruauté et au sadisme.  Les soldats souffrent du régime imposé, qui les amène souvent à l'épuisement. Les permissions sont rares. Selon des témoignages de certains d'entre eux, quelques-uns éprouvent quasiment du soulagement lorsqu'ils sont envoyés au front, d'autres en revanche désertent et se cachent dans les forêts et dunes proches.

## Déclenchement
Une mutinerie éclate le 9 septembre 1917 : la très impopulaire police du camp, surnommée les Redcaps (casquettes rouges) arrête un artilleur néo-zélandais, accusé d'avoir pris une permission trop longue en ville. Selon une autre version, le caporal William Wood est arrêté pour avoir, sur la place d'Étaples, discuté avec une infirmière ou une auxiliaire, ce qui était interdit par le règlement. Une échauffourée éclate, le chef de patrouille abat le caporal pendant celle-ci.
Selon les versions, le fait déclencheur amène les compatriotes du soldat incriminé, néo-zélandais ou écossais, à s'insurger en premier. Puis le mouvement fait rapidement tache d'huile vers les autres nations présentes. Et les versions concordent sur l'identité du soldat abattu le 9 septembre : le caporal William Wood.

## Déroulement
Selon les versions en présence, la mutinerie est présentée soit comme un mouvement « dur », continu pendant quelques jours, soit comme une agitation sporadique avec des temps de latence où un ordre relatif existe et où même l'entraînement reprend. Dans cette version « douce », il ne s'agit pas vraiment d'une mutinerie mais de réclamations plus ou moins virulentes pour plus de liberté et de loisir. La version présentée ci-dessous est celle présentant la mutinerie comme une véritable émeute, thèse reprise dans un Dictionnaire de la Grande Guerre publié en 2013.
La nouvelle de la mort d'un soldat abattu par la police militaire se répand rapidement parmi les troupes du Commonwealth. Deux à trois mille soldats se révoltent, s'emparent des armes d'entraînement du camp et se répandent en ville. Ils se livrent alors à la chasse aux « canaris » (surnom des instructeurs qui portaient un brassard jaune), et aux membres de la Military Police (MP) à travers toute la ville. Au passage, ils chapardent et détruisent, et finissent par occuper la place principale pendant plusieurs jours.
Ils sont rejoints par un millier de révoltés venus du Touquet, tout proche. Le général commandant du camp d'entraînement et ses subordonnés sont jetés du pont sur la Canche dans le fleuve. Des soldats écossais et canadiens bloquent les ponts avec des mitrailleuses.
Après trois jours de révolte, le commandement britannique, qui prépare une nouvelle offensive imminente, décide d'intervenir. Il achemine vers Étaples des soldats sûrs, renforcés par deux bataillons retirés du front de l'Artois et d'un escadron de gurkhas de l'Armée des Indes. Le 14 septembre, le camp est investi, et l'ordre rétabli. De nombreux soldats sont envoyés dans des camps de détention improvisés, avant d'être acheminés au front. Le calme revient donc sur le camp après cinq jours d'émeute et des troubles pendant une quinzaine de jours, une soixantaine d'arrestations a lieu.
Toutefois, des déserteurs demeurent organisés en bandes dans les bois environnants. Une société de déserteurs, « Le Sanctuaire », se forme et utilise toutes les caches possibles (tunnels, puits) autour de Camiers.
Plus de cinquante mutins sont traduits devant une cour martiale sous divers chefs d'inculpation (ivresse, désobéissance, etc.). Trente-trois soldats sont condamnés à de courtes peines de détention, de cinq jours à trois mois, dix autres à une année de prison, sept sont rétrogradés, quatre accusés de mutinerie.  L'un d'entre eux, un caporal, Jesse Short, est fusillé à Boulogne-sur-Mer, peut-être bouc émissaire exécuté pour l'exemple, le 4 octobre 1917.  Les trois autres sont condamnés à dix ans d'emprisonnement. Le chef de la mutinerie déserte. Appelé « le mutin au monocle », Percy Toplis est arrêté le 15 octobre 1917 à Rang-du-Fliers. Il s'évade et sera abattu en Angleterre en 1920.

## Portée de l'événement
L'armée britannique doit également affronter des mutins à Boulogne, parmi les membres des Labour Corps. Le maréchal Douglas Haig fait exécuter des ouvriers égyptiens et chinois, soit 31 victimes.
Les deux versions citées ci-dessus donnent une description très différente des événements. La première, ici relatée, présentant une véritable mutinerie, est l'œuvre de journalistes, parue en 1975 et surtout 1978. La seconde, décrivant plutôt quelques jours d'agitation mais sans vraie mutinerie, date de 1986. Réitérée en 1998, elle est proposée par un historien[Qui ?]. Celui-ci remet même en cause l'existence du « mutin au monocle » en tant que meneur de la révolte : ce rôle aurait été inventé de toutes pièces, le régiment de la personne incriminée n'étant pas présent à Étaples au début de septembre 1917. Finalement, l'ampleur et la nature des événements sont donc discutées. Un ouvrage paru récemment, en 2014, œuvre d'un historien de l'université de Cambridge, évoque des manifestations de soldats mais emploie bien le mot de mutinerie. Il signale que les officiers responsables de la discipline du camp ont été mutés, que les règles du camp ont été assouplies en donnant la permission aux soldats de sortir en ville pour se divertir et que finalement, en réorganisant la formation entre les corps d'armée, entraînement coïncidait moins avec enfermement.
Les deux versions citées s'accordent au sujet de la mort du caporal Wood, même si elles divergent sur l'enchaînement des faits qui y ont conduit. L'exécution d'un soldat après le verdict de la cour martiale ne semble pas discutée elle non plus. Pour le reste, on ne connaît pas avec certitude le nombre de soldats concernés, les chiffres avancés variant beaucoup, ni les victimes des faits, soit chez les soldats, soit dans l'encadrement,.